# Emil Meerwein

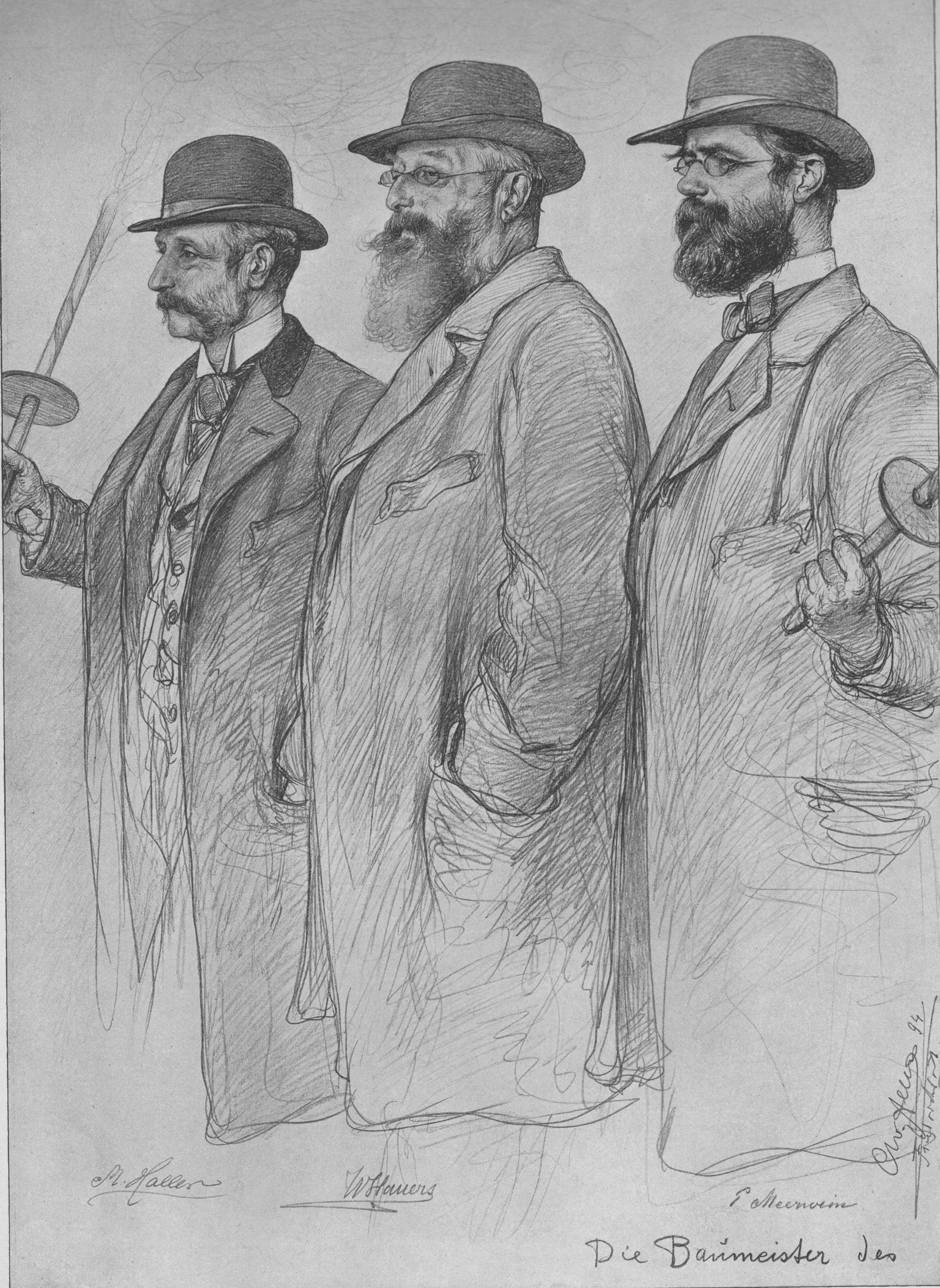
Architekten: Martin Haller, Wilhelm Hauers, Wilhelm Emil Meerwein

Wilhelm Emil Meerwein (* 17. September 1844 in Amsterdam; † 25. Januar 1927 in Hamburg) war ein deutscher Architekt.

## Leben

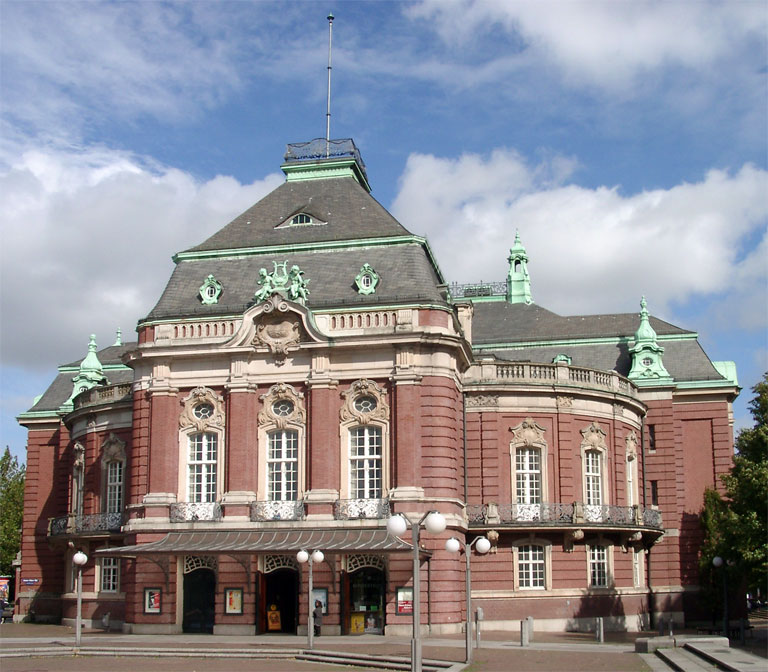
Laeiszhalle in Hamburg

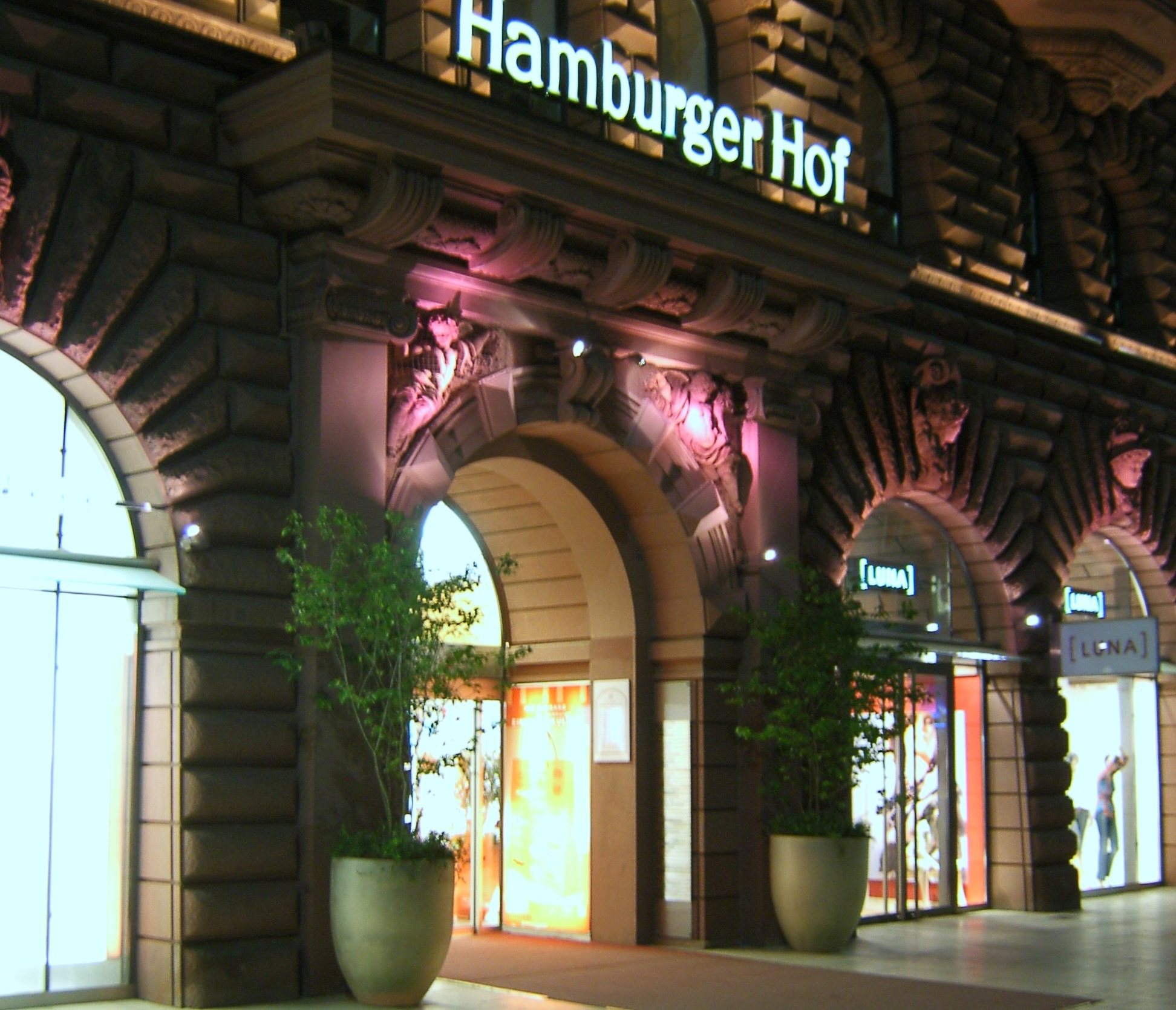
Hamburger Hof

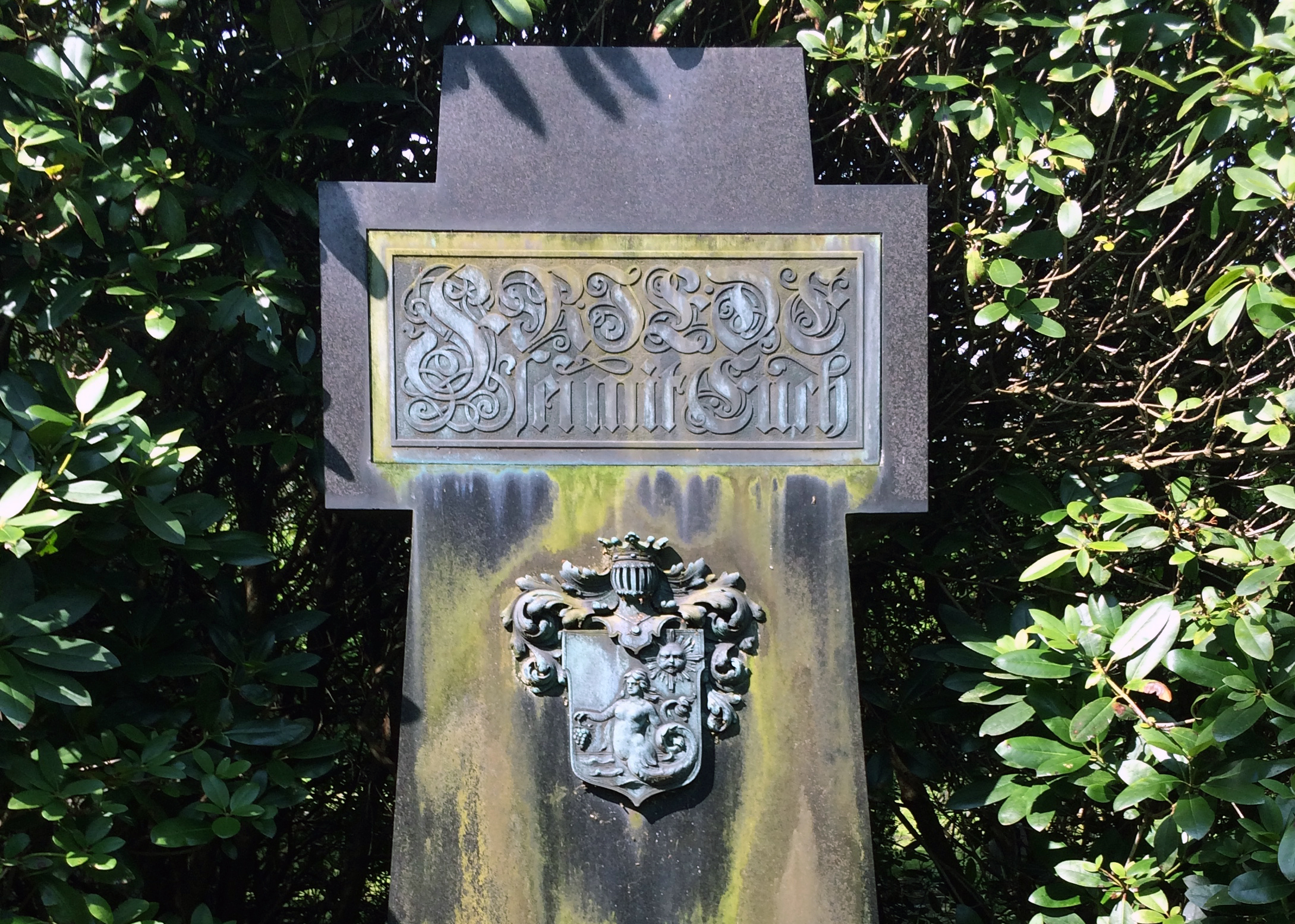
Familiengrab Meerwein auf dem Ohlsdorfer Friedhof in Hamburg

Emil Meerwein stammte aus einer badischen Familie und verbrachte seine Kindheit in der Schweiz. Am Polytechnikum Zürich studierte er bei Gottfried Semper, einem der einflussreichsten Architekten und Architekturtheoretiker des 19. Jahrhunderts. Nach weiteren Studienjahren in Karlsruhe, wo er seinen späteren Kompagnon Bernhard Georg Hanssen kennenlernte, sowie an der Berliner Bauakademie arbeitete er zunächst als Bauführer an der Königlichen Münze in Berlin. Studienreisen führten ihn nach Schweden, Österreich, Italien, Griechenland und in das Osmanische Reich, bevor er von 1871 bis 1873 bei Christian Friedrich von Leins in Stuttgart arbeitete.
1873 assoziierte er sich nach dem Gewinn eines Wettbewerbs für die Villa des Generalkonsuls Schön in Hamburg mit seinem Studienfreund Bernhard Hanssen. In den Jahren bis zur Jahrhundertwende etablierten sich Hanssen und Meerwein als eines der wichtigsten Hamburger Architekturbüros und errichteten eine Vielzahl bekannter Bauten. Zu den bekanntesten zählt der Kaispeicher B in Hamburg, den das Büro zusammen mit dem Ingenieur Alexander Schäfer 1878/1879 errichtete. Der Kaispeicher B, erbaut noch vor Einrichtung des Freihafens und etwa zehn Jahre vor dem Bau der Speicherstadt, ist das älteste noch erhaltene Bauwerk im Freihafen. Seit 2001 steht er unter Denkmalschutz und seit 2008 beherbergt er das Internationale Maritime Museum Hamburg. Auch am Bau der Speicherstadt, die unter Leitung von Oberingenieur Franz Andreas Meyer (1837–1901) entstand, waren Hanssen und Meerwein führend beteiligt.
Emil Meerwein gehörte dem 1880 von Martin Haller gegründeten Rathausbaumeisterbund an, den sieben Architekten, die 1885 von Senat und Bürgerschaft der Stadt Hamburg mit dem Bau des Hamburger Rathauses beauftragt wurden. Die Grundsteinlegung fand am 6. Mai 1886 statt, die Einweihung am 26. Oktober 1897.
Er war 1899 Preisrichter eines Preisausschreibens um die Gestaltung eines Stollwerck-Sammelalbums für Stollwerck-Sammelbilder zusammen mit Justus Brinckmann, Georg Hulbe und Maler Julius Christian Rehder (1861–1955) aus Hamburg sowie Bruno Schmitz aus Berlin.
Als renommierter Architekt war Meerwein von 1901 bis 1919 Mitglied der Hamburger Bürgerschaft, deshalb zog er sich 1901 weitgehend aus dem aktiven Geschehen im Büro Hanssen und Meerwein zurück. Das Büro wurde 1905 aufgelöst, als sich Bernhard Hanssen aus gesundheitlichen Gründen zur Ruhe setzte.
Sein Grabmal befindet sich in der weitläufigen Anlage der Familien Meerwein, Canel, Hanssen, Laeisz auf dem Hamburger Ohlsdorfer Friedhof.
Sein Sohn ist der Chemiker Hans Meerwein (1879–1965).

## Bauten
- 1880–1884: Erweiterungsbau der Hamburger Börse in Hamburg, Alter Wall (zusammen mit Bernhard Hanssen)
- 1881–1883: Hotel „Hamburger Hof“ in Hamburg, Jungfernstieg
- 1897–1898: Kontorhaus „Laeisz-Hof“ in Hamburg, siehe Trostbrücke (mit Bernhard Hanssen und Martin Haller)
- 1904–1908: Laeiszhalle in Hamburg (mit Martin Haller)

Nach Emil Meerwein ist die Meerweinstraße in der Winterhuder Jarrestadt benannt.